# حبايب
حبايب (1926) مغنية وممثلة مصرية معتزلة.

## حياتها
ولدت حبابيب في 22 يوليو 1926 في مصر، واسمها الحقيقي جيلان عبد الحميد، وفي بعض المواقع "جيلان حفيظ".

## نشاطها الفني
حبايب مطربة مسارح، غنت العديد من الأغاني بمفردها، كما غنت بعض الأغاني الثنائية مع الممثل المصري اسماعيل يس من خلال الأعمال التي شاركته فيها بالتمثيل. اكتشفها المخرج حسين فوزي وقدمها من خلال فيلم "عفريت عم عبده"
قدمت بعض الأعمال الفنية، ثم اختفت عن الوسط الفني. وهناك من يشير إلى أنها حاصلة على جائزة دار الهلال لأجمل صوت (51-1952م)

## أعمالها الفنية
توزعت أعمال حبايب الفنية ببن الأغاني والأفلام السينمائية، منها:

### أغانٍ[3]
- علمتني يا زمن اضحك وقلبي حزين
- آهين منك ...وآه ياني
- زمّر ....زمّر
- الدنيا حلوة طول ما أنت جنبي (حبيبي)
- بتحبني
- ح اعيش وياك
- قلبي يا كتاكت
- تعالي نسهر سوا

### أفلام
- عفريت عم عبده 1953م، من تأليف وإخراج حسين فوزي، قصة وسيناريو ابوالسعود الأبياري، وقامت فيه بدور حبايب الذي اشتهرت به وذلك بمشاركة الفنانين: اسماعيل يس، وشكري سرحان ومحمود المليجي.
- العمر واحد 1954م، من اخراج حسين فرغل وتأليف ابو السعود الأبياري، وقامت فيه بدور خوخة بالاشتراك مع الفنان اسماعيل يس والفنانة زينات صدقي.
- المرأة 1949م، من اخراج عبدالفتاح حسن.[1]